# Muñoveros
Muñoveros è un comune spagnolo di 207 abitanti situato nella comunità autonoma di Castiglia e León.